# Sinozauropteryks

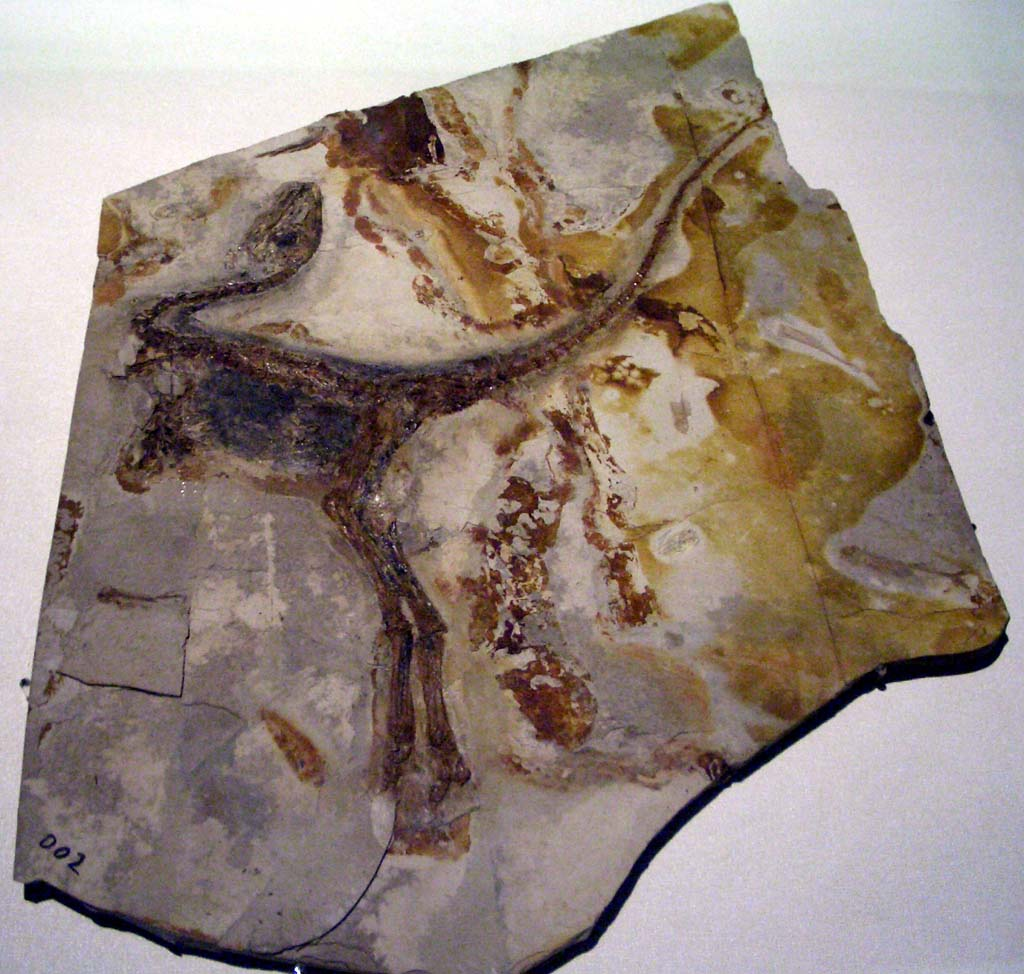
Skamieniałość sinozauropteryksa (Hong Kong Science Museum)

Sinozauropteryks (Sinosauropteryx prima) – mały dinozaur z rodziny kompsognatów (Compsognathidae); jego nazwa znaczy „chiński pierzasty jaszczur”. Jest on pierwszym odkrytym dinozaurem spoza kladu Avialae, które ma odciski piór.
Odkrycia sinozauropteryksa dokonał Quiang Ji, który za ok. 750 dolarów zakupił skamielinę dinozaura od mieszkańca miejscowości Sihetun.
Żył w epoce wczesnej kredy na terenach Azji. Długość ciała ok. 1–1,3 m, wysokość ok. 70 cm. Jego szczątki znaleziono w Chinach (w prowincji Liaoning). Opisano 3 okazy tego rodzaju dinozaura.   
Drapieżny, żywił się drobnymi gadami (np. jaszczurkami) i ssakami. Na kończynach przednich posiadał po trzy palce. Miał najwięcej kręgów wśród teropodów (64).

Przynajmniej grzbiet i boki tułowia oraz część głowy i ogona zwierzęcia były pokryte włóknistymi strukturami będącymi prymitywnymi piórami lub strukturami homologicznymi z piórami; nie jest pewne, czy reszta powierzchni skóry była naga, czy też pokrywały ją włókna pozbawione pigmentów. Pozostałości melanin pozwalają na stwierdzenie występowania na grzbiecie sinozauropteryksa pokrycia ciała o ciemnym ubarwieniu; występujące u tego teropoda pokrycie ciała prawdopodobnie układało się też w pasy wokół oczu i na bocznej powierzchni ogona. W 2010 roku wykryto w jego skamieniałych piórach ślady barwników. Część naukowców kwestionowała stwierdzenie piór lub ich homologów uznając ślady za włókna kolagenu, ale zostało to podważone.

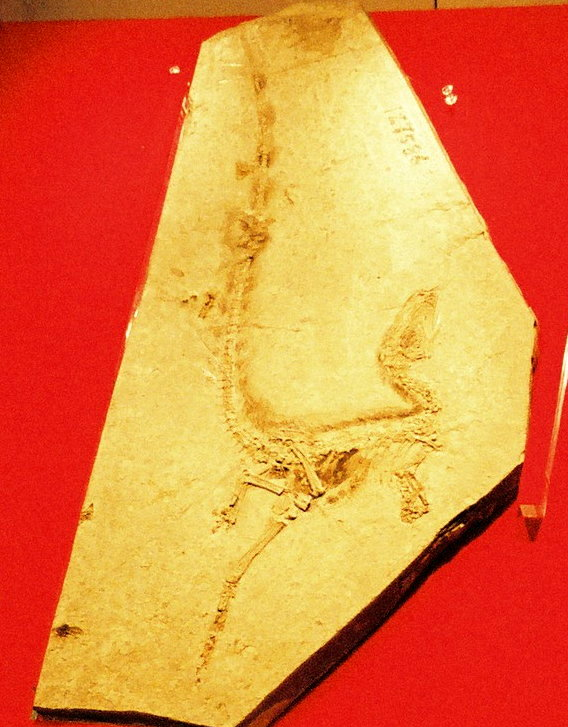
Skamieniałość sinozauropteryksa (National Sience Museum, Ueno, Japonia)